# Seleniură de cadmiu

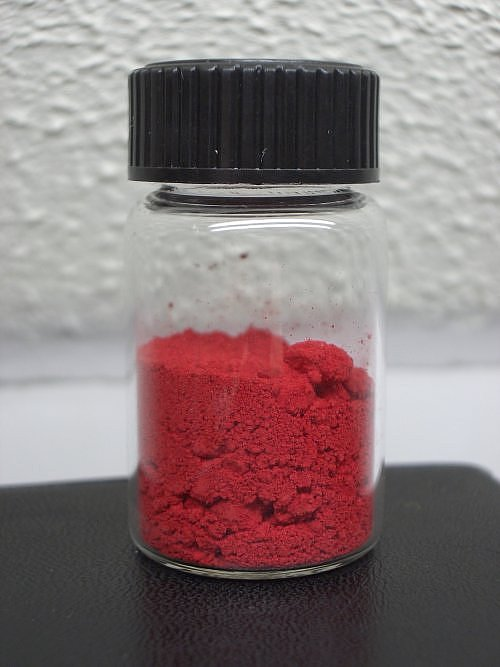
Aspectul compusului

Seleniura de cadmiu este un compus anorganic cu formula CdSe. Este un solid galben-portocaliu sau chiar roșu, aparținând grupei II-VI de semiconductori de tip n. O mare parte a cercetărilor actuale privind CdSe se axează pe nanoparticulele sale.

## Structură
Sunt cunoscute trei forme cristaline ale CdSe: structura hexagonală de wurtzită, structura cubică (sfalerită) și structură cubică cu fețe centrate.

## Precauții
Cadmiul este un metal greu (densitate 5.816 gcm-3) toxic, trebuie avute în vedere măsuri de precauție adecvate atunci când metalul dar și compușii săi sunt manipulați. Seleniurile sunt toxice în cantități mari. Seleniură de cadmiu este catalogata drept cancerigen pentru om. 